# BC Standard Klagenfurt
Der BC Standard Klagenfurt (offiziell: Billard-Club Standard Klagenfurt) ist ein Billardverein aus Klagenfurt am Wörthersee. Er wurde 1983 österreichischer Meister in der Poolbillarddisziplin 8-Ball.

## Geschichte
Der BC Standard Klagenfurt wurde 1978 gegründet. Fünf Jahre später wurde er österreichischer Meister in der Disziplin 8-Ball.
In der Saison 2007/08 erreichte der BC Standard in der 2. Bundesliga einen Punkt hinter dem 1. PBC Meran Klagenfurt den zweiten Platz und stieg damit in die 1. Bundesliga auf. In der folgenden Saison stieg man als Siebtplatzierter jedoch wieder ab. In der Saison 2009/10 erreichte man in der zweiten Liga mit nur einer Niederlage den ersten Platz und schaffte somit den direkten Wiederaufstieg. Mit lediglich vier Punkten belegte der Verein in der Saison 2010/11 den achten Platz in der Bundesliga und stieg in die nun in Regionalliga umbenannte zweite Spielklasse ab, in der ein Jahr später mit dem siebten Platz ein weiterer Abstieg folgte. In der Saison 2012/13 trat der BC Standard in der viertklassigen Kärntner Liga B an und belegte dort den dritten Platz. In der folgenden Spielzeit schafften die Klagenfurter als Erstplatzierte den Aufstieg in die Kärntner Liga A, in der 2015 mit 14 Siegen aus 14 Spielen der Aufstieg in die Regionalliga folgte. In der Saison 2015/16 stieg man als Achtplatzierter in die Landesliga ab.
1990 wurde mit Kurt Schaus erstmals ein Spieler des BC Standard österreichischer Meister im Einzel. Er gewann den Titel im 9-Ball der Senioren und konnte ihn ein Jahr später erfolgreich verteidigen. Gerda Hofstätter gewann 1994 als Spielerin des Vereins alle drei Titel der Damen (8-Ball, 9-Ball und 14/1 endlos). Drei Jahre später wurde Kurt Schaus österreichischer Meister der Senioren im 14/1 endlos.

### Platzierungen seit 2007
| Saison  | Liga (Spielklasse)        | Platz |
| ------- | ------------------------- | ----- |
| 2007/08 | 2. Bundesliga Süd/Ost (2) | 2     |
| 2008/09 | 1. Bundesliga (1)         | 7     |
| 2009/10 | 2. Bundesliga Süd-Ost (2) | 1     |
| 2010/11 | 1. Bundesliga (1)         | 8     |
| 2011/12 | Regionalliga Süd/Ost (2)  | 7     |
| 2012/13 | Kärntner Liga B (4)       | 3     |
| 2013/14 | Kärntner Liga B (4)       | 1     |
| 2014/15 | Kärntner Liga A (3)       | 1     |
| 2015/16 | Regionalliga Ost (2)      | 8     |
| 2016/17 | Kärntner Landesliga A (3) |       |